# Mont Boennighausen
Le mont Boennighausen est un sommet situé dans la chaîne Ames en Antarctique.
Il a été cartographié par l'USGS à partir de relevés de terrain et de photos aériennes de l'US Navy en 1959-1965. Il a été nommé par l'US-ACAN d'après le capitaine de corvette  Thomas L. Boennighausen, CEC, de l'US Navy, officier responsable de la centrale nucléaire de la base antarctique McMurdo.

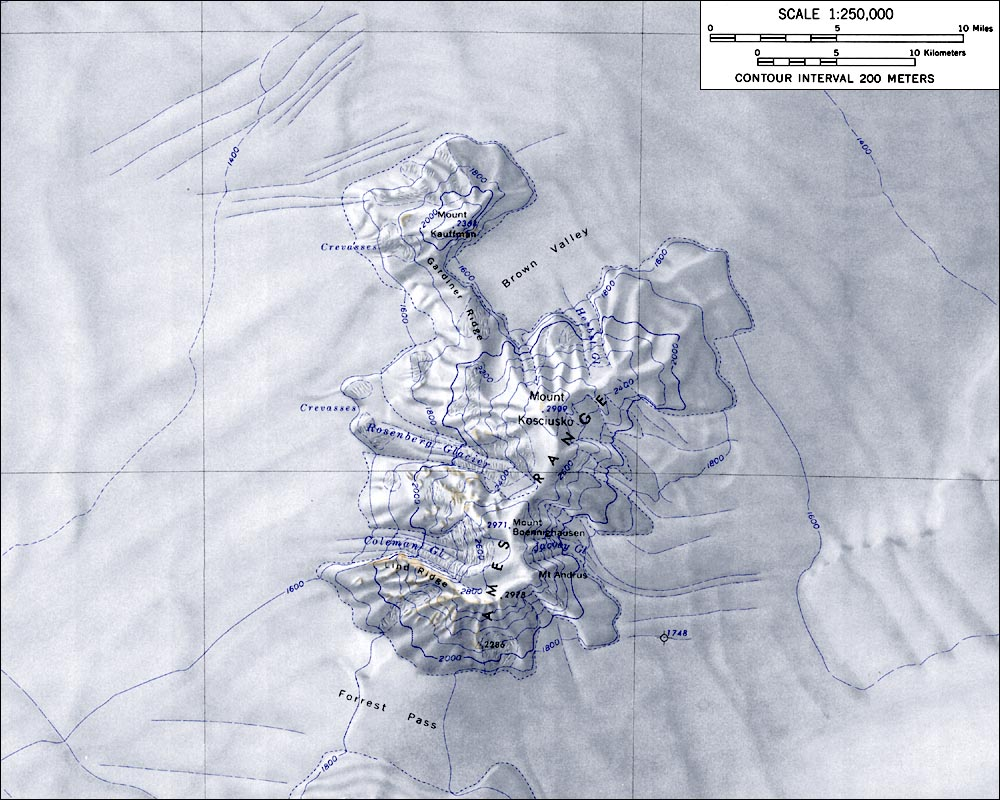
Carte topographique de la chaîne d'Ames (échelle 1/250000) extraite de l'USGS Mount Kosciusko.